# Střízlíkovití

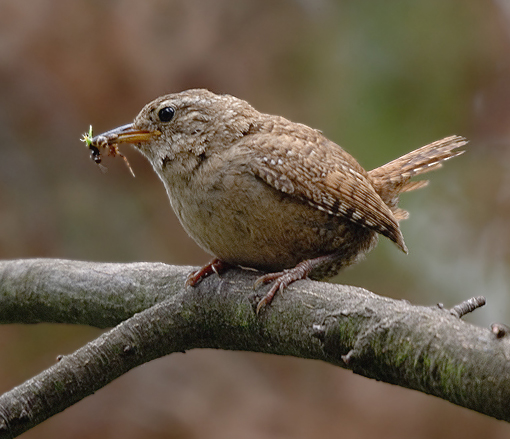
Střízlík obecný (Troglodytes troglodytes)

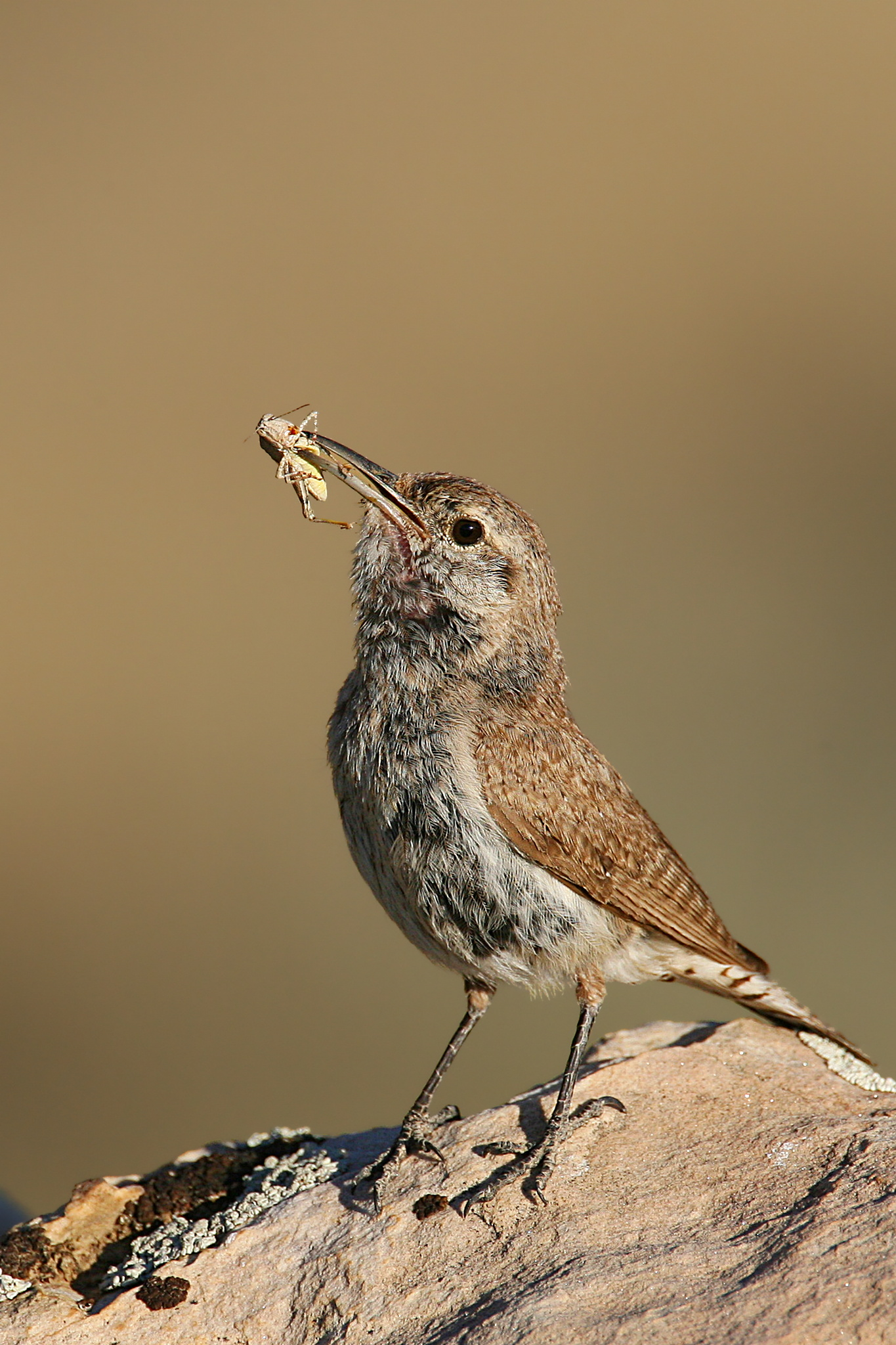
Střízlík skalní (Salpinctes obsoletus)

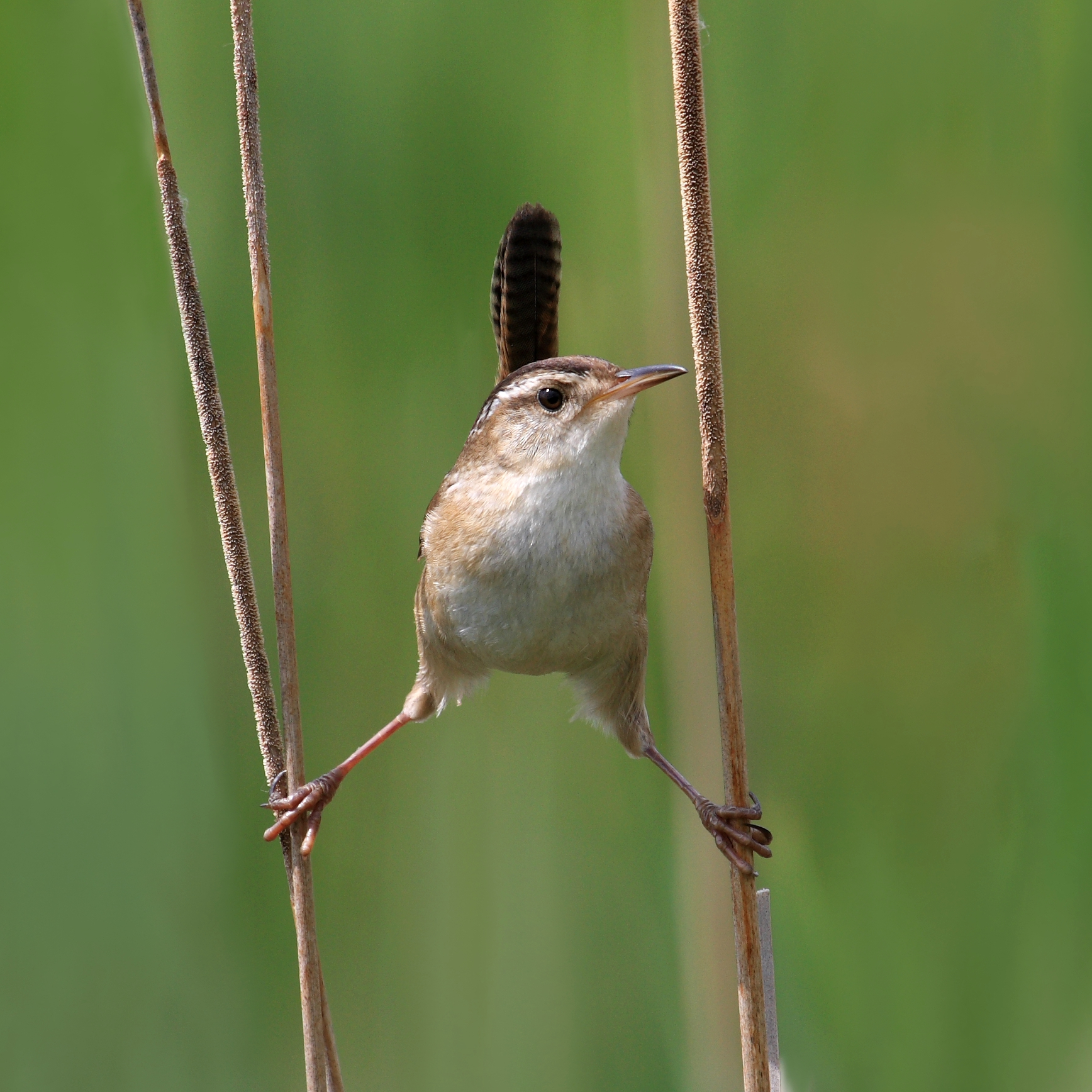
Střízlík bažinný (Cistothorus palustris)

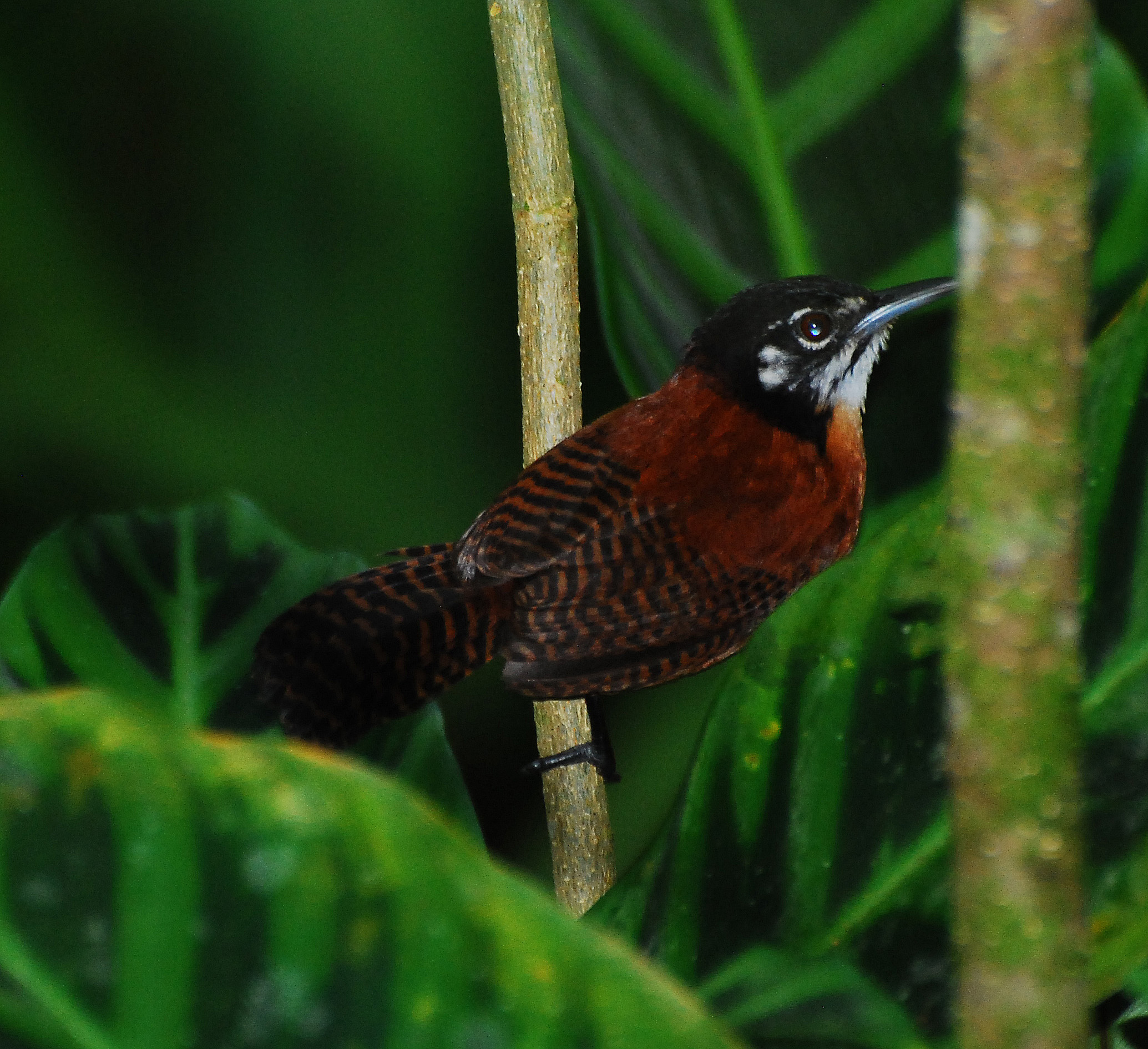
Střízlík čepičatý (Thryothorus nigricapillus)

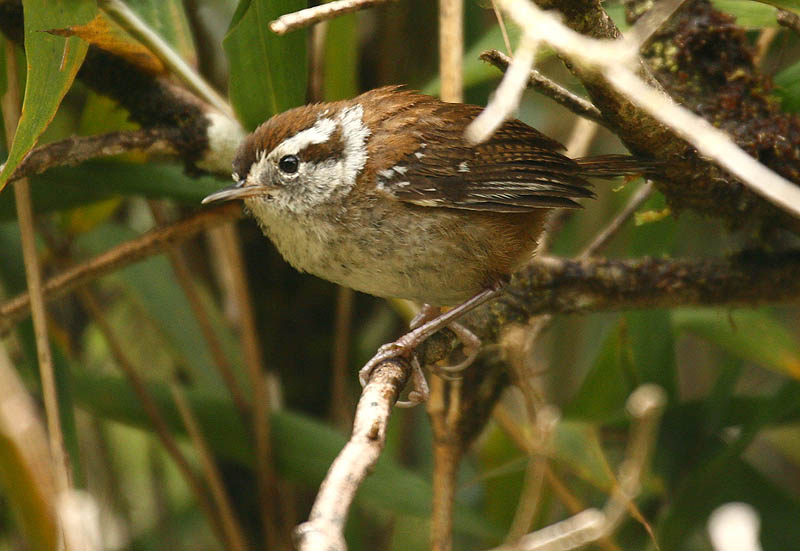
Střízlík horský (Thryorchilus browni)

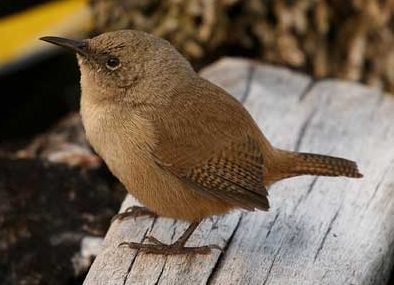
Střízlík falklandský (Troglodytes cobbi)

Střízlíci, představující samostatnou čeleď střízlíkovití (Troglodytidae), jsou malí pěvci zastoupeni zejména na západní polokouli. V současné době rozlišujeme asi 80 druhů ve 20 rodech. Na východní polokouli je zastoupen jen jediný druh - střízlík obecný (Troglodytes troglodytes). Je však široce rozšířen a jeho areál rozšíření zde pokrývá většinu Evropy, část Asie a sever Afriky.

## Výskyt
Obývají celou řadu lokalit, od suchých, řídce porostlých krajin až po tropické deštné pralesy, drtivá většina druhů se přitom zdržuje na nebo v úrovni těsně nad zemí. Většinou se také jedná o stálé ptáky.

## Popis
Nejmenším druhem je střízlík bělobřichý (Uropsila leucogastra), který dorůstá sotva 10 cm a váží asi 9 g, naopak největším střízlík velký (Campylorhynchus chiapensis), který je dlouhý průměrně 22 cm a dosahuje hmotnosti kolem 50 g. Všichni střízlíci mají krátká křídla, delší, tenký, zašpičatělý zobák a povětšinou též kratší ocas. Ten drží mnoho druhů často ve vzpřímené poloze. Střízlíci jsou povětšinou nenápadní ptáci, jejichž výskyt lze zaznamenat převážně díky jejich hlasitému zpěvu, ve kterém lze často zachytit i imitace hlasů jiných druhů ptáků. Jsou hmyzožraví, kromě hmyzu však požírají i pavouky, ryby, malé hlodavce a ještěrky. Zpravidla staví kopulovitá hnízda a v závislosti na jednotlivých druzích jsou buď monogamní nebo polygamní.

## Taxonomie
- Čeleď Troglodytidae
  - Rod Odontorchilus
    - Střízlík šedohřbetý (Odontorchilus branickii)
    - Střízlík křivozobý (Odontorchilus cinereus)

  - Rod Salpinctes
    - Střízlík skalní (Salpinctes obsoletus)

  - Rod Microcerculus
    - Střízlík bělopásý (Microcerculus bambla)
    - Střízlík šupinkatý (Microcerculus marginatus)
    - Střízlík slavíkový (Microcerculus philomela)
    - Střízlík flétnohlasý (Microcerculus ustulatus)

  - Rod Catherpes
    - Střízlík kaňonový (Catherpes mexicanus)

  - Rod Hylorchilus
    - Střízlík chiapaský (Hylorchilus navai)
    - Střízlík tenkozobý (Hylorchilus sumichrasti)

  - Rod Campylorhynchus
    - Střízlík bělohlavý (Campylorhynchus albobrunneus)
    - Střízlík kaktusový (Campylorhynchus brunneicapillus)
    - Střízlík velký (Campylorhynchus chiapensis)
    - Střízlík peruánský (Campylorhynchus fasciatus)
    - Střízlík kolumbijský (Campylorhynchus griseus)
    - Střízlík skvrnitý (Campylorhynchus gularis)
    - Střízlík jihomexický (Campylorhynchus jocosus)
    - Střízlík šedopásý (Campylorhynchus megalopterus)
    - Střízlík venezuelský (Campylorhynchus nuchalis)
    - Střízlík rezavošíjný (Campylorhynchus rufinucha)
    - Střízlík drozdí (Campylorhynchus turdinus)
    - Střízlík yukatanský (Campylorhynchus yucatanicus)
    - Střízlík proužkovaný (Campylorhynchus zonatus)

  - Rod Thryomanes
    - Střízlík pokřovní (Thryomanes bewickii)

  - Rod Thryothorus
    - Střízlík karolinský (Thryothorus ludovicianus)

  - Rod Cinnycerthia
    - Střízlík bělavočelý (Cinnycerthia fulva)
    - Střízlík hnědý (Cinnycerthia olivascens)
    - Střízlík běločelý (Cinnycerthia peruana)
    - Střízlík jednobarvý (Cinnycerthia unirufa)

  - Rod Cantorchilus (dříve sloučenován s rodem Thryothorus)
    - Střízlík šupinkoprsý (Cantorchilus thoracicus)
    - Střízlík proužkohrdlý (Cantorchilus leucopogon)
    - Střízlík středoamerický (Cantorchilus modestus)
    - Střízlík říční (Cantorchilus semibadius)
    - Střízlík čepičatý (Cantorchilus nigricapillus)
    - Střízlík bělobrvý (Cantorchilus superciliaris)
    - Střízlík amazonský (Cantorchilus leucotis)
    - Střízlík bolivijský (Cantorchilus guarayanus)
    - Střízlík dlouhozobý (Cantorchilus longirostris)

  - Rod Thryophilus (dříve sloučenován s rodem Thryothorus)
    - Střízlík šedý (Thryophilus griseus)
    - Střízlík rezavobílý (Thryophilus rufalbus)
    - Střízlík kolumbijský (Thryophilus nicefori)
    - Střízlík západomexický (Thryophilus sinaloa)

  - Rod Pheugopedius (dříve sloučenován s rodem Thryothorus)
    - Střízlík vousatý (Pheugopedius genibarbis)
    - Střízlík proužkolící (Pheugopedius coraya)
    - Střízlík andský (Pheugopedius mystacalis)
    - Střízlík pruhohlavý (Pheugopedius euophrys)
    - Střízlík bělohrdlý (Pheugopedius fasciatoventris)
    - Střízlík černohrdlý (Pheugopedius atrogularis)
    - Střízlík tmavohlavý (Pheugopedius spadix)
    - Střízlík kropenatý (Pheugopedius sclateri)
    - Střízlík mexický (Pheugopedius felix)
    - Střízlík incký (Pheugopedius eisenmanni)
    - Střízlík rezavoprsý (Pheugopedius rutilus)
    - Střízlík skvrnitoprsý (Pheugopedius maculipectus)
    - Střízlík páskovaný (Pheugopedius pleurostictus)

  - Rod Cyphorhinus
    - Střízlík zpěvný (Cyphorhinus arada)
    - Střízlík rezavohrdlý (Cyphorhinus phaeocephalus)
    - Střízlík kaštanovoprsý (Cyphorhinus thoracicus)

  - Rod Uropsila
    - Střízlík bělobřichý (Uropsila leucogastra)

  - Rod Henicorhina
    - Střízlík šedoprsý (Henicorhina leucophrys)
    - Střízlík pruhokřídlý (Henicorhina leucoptera)
    - Střízlík běloprsý (Henicorhina leucosticta)
    - Střízlík mučinský (Henicorhina negreti)

  - Rod Thryorchilus
    - Střízlík horský (Thryorchilus browni)

  - Rod Troglodytes (10-15 druhů)
    - Střízlík obecný (Troglodytes troglodytes)
    - Střízlík zahradní (Troglodytes musculus)

  - Rod Cistothorus
    - Střízlík orobincový (Cistothorus apolinari)
    - Střízlík méridský (Cistothorus meridae)
    - Střízlík bažinný (Cistothorus palustris)
    - Střízlík ostřicový (Cistothorus platensis)

  - Rod Ferminia
    - Střízlík kubánský (Ferminia cerverai)